# Erik Olsson
Knut Erik Botvid Olsson (ur. 14 stycznia 1930 w Önnestad, zm. 12 stycznia 2016 w Ängelholm) – szwedzki zapaśnik walczący w stylu klasycznym. Olimpijczyk z Tokio 1964, gdzie odpadł w eliminacjach w kategorii 63 kg.
Czwarty na mistrzostwach świata w 1963. Mistrz nordycki w 1963 roku.